# Ahmet Türk

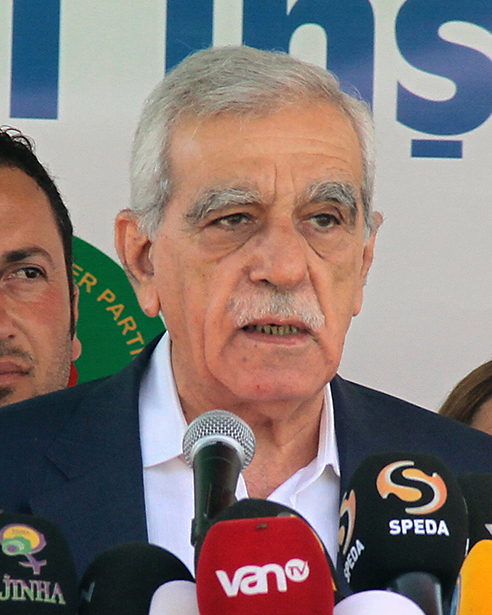
Ahmet Türk, 2015

Ahmet Türk (* 2. Juli 1942 in Derik, Provinz Mardin) ist ein langjähriger türkischer Politiker kurdischer Herkunft und ehemaliger Oberbürgermeister der Stadt Mardin.

## Familie
Ahmet Türks Vater Hacı Sinan war ein Holzfäller und stand im Dienst seines späteren Schwiegervaters und Feudalherrn Hüseyin Kanco, der ein Kommandeur der Hamidiyereiterei war. Dieser vermachte sein gesamtes Vermögen und die Führung des Stammes Hacı Sinan unter der Bedingung, dass jener seine älteste Tochter Türkiye heiraten müsse. Mit dem Erlass des Namensgesetzes in der Türkei 1934, nahm die Familie den Nachnamen Türk an. Ahmet Türk ist das Kind der zweiten Ehefrau Hacı Sinans. Er verlor seinen Vater, als er zehn Jahre alt war. Sein älterer Bruder war Abgeordneter der Gerechtigkeitspartei und wurde später ermordet. So übernahm Ahmet Türk im Alter von 31 Jahren die Führung seines Eşirets, dessen Name Kanco ist.

## Politische Karriere
Ahmet Türk ließ für die Parlamentswahlen 1973 sein Geburtsdatum von 1946 auf 1942 ändern, um kandidieren zu können. So wurde er 1973 für die Demokrat Parti Abgeordneter von Mardin. Sein Studium an der Wirtschaftshochschule in Ankara brach er im letzten Semester ab und hielt 1977 als Abgeordnete der Cumhuriyet Halk Partisi (kurz CHP) Einzug ins Türkische Parlament. Bei der folgenden Wahl 1979 wurde sein Mandat bestätigt. Nach dem Militärputsch von 1980 war er während seiner 22-monatigen Gefangenschaft im berüchtigten Gefängnis von Diyarbakır und wurde, wie viele andere politisch aktive Kurden damals auch, gefoltert. Bis 1986 wurde ihm jegliche politische Aktivität untersagt. Nach einer erneuten Haftstrafe kandidierte er 1987 für die Sosyaldemokrat Halkçı Parti und kam als Mardin-Abgeordneter wieder ins Parlament. Allerdings wurde Türk 1989 mit 10 weiteren kurdischen Kollegen aus der SHP ausgeschlossen, da sie an einer unabhängigen Kurdistan-Konferenz des Kurdischen Institutes in Paris teilgenommen hatten.
Anschließend beteiligte er sich am Aufbau der Halkın Emek Partisi (HEP), die am 7. Juni 1990 gegründet wurde und übernahm zeitweise den Vorsitz der HEP. 1991 gelangte Türk mit der HEP in einem Wahlbündnis mit der SHP ins Parlament. 1994 jedoch wurde er mit anderen kurdischen Abgeordneten wie Leyla Zana, Hatip Dicle oder Orhan Doğan verhaftet und saß 22 Monate im Gefängnis. In den folgenden Jahren bekleidete Türk wichtige Positionen in der HADEP und DEHAP.
Am 25. Oktober 2005 wählten ihn die Delegierten der Demokratik Toplum Partisi zusammen mit Aysel Tuğluk zum Vorsitzenden. Februar 2007 wurde er als Parteivorsitzender bestätigt. Am 6. März 2007 wurde er vom Friedensgericht in Diyarbakir wegen der Verwendung der Anrede „Geehrter Öcalan“ (Sayın Öcalan) zu 6 Monaten Haft verurteilt. Dies verstößt in der Türkei gegen § 215/1 des StGB. Dieser Paragraph stellt das Loben von Straftaten und Straftätern unter Strafe. Für die vorgezogenen Parlamentswahlen im Juli 2007 ging Türk als unabhängiger Kandidat ins Rennen. Dafür war er pro forma aus der Partei ausgetreten. Die DTP schickte ihre Mitglieder als „unabhängige“ Kandidaten in die Wahl, um die von der EU kritisierte 10 %-Hürde zu umgehen. Ahmet Türk wurde in seiner Heimat Mardin zum Abgeordneten gewählt und zog erneut ins Parlament ein. Durch das Verbot der DTP am 11. Dezember 2009 durch das türkische Verfassungsgericht und das gegen ihn verhängte politische Betätigungsverbot war seine politische Karriere vorerst beendet. Doch nach den Verfassungsänderungen mit dem Referendum 2010 kehrte er in die Politik zurück und kandidierte bei den Parlamentswahlen am 12. Juni 2011 für die Provinz Mardin. Er wurde gewählt und kehrte ins Parlament zurück, wo er fraktionslos blieb.

### Kommunalpolitik
Bei den Kommunalwahlen 2014 kandidierte er erfolgreich für die Großstadtkommune Mardin und legte im Zuge dessen sein Mandat im Parlament nieder. Zusammen mit der einzigen christlichen Bürgermeisterin der Türkei Februniye Akyol verwaltete Ahmet Türk Mardin.
Im Zuge der Maßnahmen nach dem gescheiterten Putsch 2016 in der Türkei, wurden viele kurdische Politiker wegen der angeblichen Unterstützung der verbotenen PKK suspendiert und/oder verhaftet. Ahmet Türk wurde zusammen mit dem Bürgermeister von Artuklu in Mardin am 17. November 2016 vom Dienst suspendiert. Am 21. November wurde er verhaftet und am 24. November dem Gericht in Silivri Istanbul übergeben. Aufgrund gesundheitlicher Probleme wurde er am 3. Februar 2017 unter der Bedingung einer richterlichen Kontrolle freigelassen.
Bei den Kommunalwahlen vom 31. März 2019 wurde er zum zweiten Mal zum Oberbürgermeister Mardins gewählt. Doch noch im selben Jahr wurde er wie viele andere Bürgermeister der HDP am 19. August 2019 seines Amtes enthoben und ein Treuhänder (Kayyum) ersetzt. Obwohl er bekannt gab, dass er am 14. Januar 2024 aus der aktiven Politik ausscheiden würde, ließ er sich überzeugen und als Kandidat der DEM-Partei (Nachfolger der HDP) für das Amt des Oberbürgermeisters der Metropolregion Mardin 2024 aufstellen. Die Kommunalwahl vom 31. März 2024 gewann er. Allerdings wurde er am 4. November 2024 zum dritten Mal in Folge seines Amtes enthoben, mit der Begründung der Nähe und/oder Verbindung zur PKK.

### Kurdische Sprache im Parlamentsgebäude
Am 24. Februar 2009 hielt Ahmet Türk vor seiner Fraktion eine Rede in kurdischer Sprache. Das Staatsfernsehen unterbrach die Übertragung. Später wurde Ahmet Türk aufgrund des Art. 81 lit. c) des Gesetzes Nr. 2820 angeklagt. Das Gesetz gestattet politischen Parteien nur den Gebrauch der türkischen Sprache. Türk verteidigte sich mit folgenden Worten:

„Wenn ein staatliches Fernsehprogramm in Kurdisch sendet und Ministerpräsident Erdogan bei seinen Wahlauftritten im Südosten des Landes kurdische Sätze sagt, warum dürfen wir nicht Kurdisch reden?“

Das Gericht entschied im April 2009, dass Kurdisch im Parlament nicht verboten sei, da Reden im Parlament nicht als Wahlpropagandareden anzusehen seien. Außerdem ist die Benutzung einer anderen Sprache als Türkisch in der Hausordnung des Parlamentes nicht explizit verboten.
Zuletzt hatte die türkische Politikerin kurdischer Abstammung Leyla Zana im Jahre 1991 ihren Amtseid im türkischen Parlament in kurdischer Sprache ergänzt und wurde dafür für zehn Jahre inhaftiert.